# Satz von Kan und Thurston
Der Satz von Kan und Thurston ist ein Lehrsatz aus dem mathematischen Gebiet der algebraischen Topologie. 
Er wurde 1976 von Daniel Marinus Kan und Bill Thurston bewiesen und besagt, dass es zu jedem wegzusammenhängenden topologischen Raum {\displaystyle X} eine diskrete Gruppe {\displaystyle \pi } gibt derart, dass der Eilenberg-MacLane-Raum {\displaystyle K(\pi ,1)} eine gute Approximation zu {\displaystyle X} ist. Etwas genauer, es gibt einen „Homologie-Isomorphismus“ {\displaystyle K(\pi ,1)\rightarrow X}, d. h. eine stetige Abbildung, die in singulärer Homologie einen Isomorphismus induziert.
Gelegentlich wird er dahingehend interpretiert, dass sich die Homotopietheorie als Teil der Gruppentheorie ansehen lasse.

## Satz von Kan und Thurston
Zu jedem zusammenhängenden Raum {\displaystyle X} gibt es einen Eilenberg-MacLane-Raum {\displaystyle K(G,1)} (für eine Gruppe {\displaystyle G}) und eine Serre-Faserung
{\displaystyle \iota \colon K(G,1)\to X}
so dass:
- {\displaystyle \iota _{*}\colon \pi _{1}(K(G,1))=G\to \pi _{1}(X)} ist surjektiv,
- {\displaystyle \iota _{*}\colon H_{*}(K(G,1),A)=H_{*}(G,A)\to H_{*}(X,A)} ist ein Isomorphismus von der Gruppenhomologie von {\displaystyle G} auf die Homologie von {\displaystyle X} für jedes lokale Koeffizientensystem {\displaystyle A}.

Insbesondere ist {\displaystyle X} homotopieäquivalent zu dem Raum, den man aus {\displaystyle K(G,1)} durch Anwendung von Quillens Plus-Konstruktion auf den perfekten Normalteiler {\displaystyle N:=ker(\iota _{*}\colon G\to \pi _{1}(X))} erhält.

## Zitat
It is a long-standing joke (and for things like Mal'cev completion rather more than a joke) that group theory is contained in algebraic topology as the homotopy theory of Eilenberg-MacLane spaces K(G,1). The paper under review has the effect of reversing the joke, showing that, in a sense, the homotopy theory of connected spaces is contained in the homotopy theory of K(G,1)'s and thus in group theory. (J. Peter May in der Besprechung der Arbeit von Kan und Thurston in den Mathematical Reviews)